# Kajakarstwo na Letnich Igrzyskach Olimpijskich 1952 – C-2 10 000 m mężczyzn
Zawody w kajakarstwie klasycznym kanadyjek (C2) na dystansie 10000 m mężczyzn na Letnich Igrzyskach Olimpijskich 1952 zostały rozegrane 27 lipca. W zawodach wzięło udział 18 zawodników z 9 państw. Zawody składały się wyłącznie z  finału.

## Rezultaty

### Finał
| Poz. | Zawodnik                                  | Reprezentacja     | Czas    |
| ---- | ----------------------------------------- | ----------------- | ------- |
|      | Georges Turlier Jean Laudet               | Francja           | 54:08.3 |
|      | Kenneth Lane Donald Hawgood               | Kanada            | 54:09.9 |
|      | Egon Drews Wilfried Soltau                | Niemcy            | 54:28.1 |
| 4    | Walentyn Orisczenko Nikołaj Perewozczikow | ZSRR              | 54:34.6 |
| 5    | John Haas Frank Krick                     | Stany Zjednoczone | 54:42.5 |
| 6    | Bohuslav Karlík Oldřich Lomecký           | Czechosłowacja    | 55:10.9 |
| 7    | Ernö Söptei Róbert Söptei                 | Węgry             | 55:35.3 |
| 8    | Rune Blomqvist Harry Lindbäck             | Szwecja           | 55:41.3 |
| 9    | Jorma Kulo Teppo Salmisaari               | Finlandia         | 56:28.2 |